# سيمون فاغان
سيمون فاغان (بالإنجليزية: Simon Fagan)‏ هو كاتب أغاني أيرلندي، ولد في 23 مايو 1981.

## وصلات خارجية
- الموقع الرسمي